# هوبرت پتشنیگ
هوبرت پتشنیگ (انگلیسی: Hubert Petschnigg; ۳۱ اکتبر ۱۹۱۳ – ۱۵ سپتامبر ۱۹۹۷) معمار اهل اتریش بود.